# Бандерилья (муниципалитет)
Бандерилья (исп. Banderilla) — муниципалитет в Мексике, штат Веракрус, расположен в Столичном регионе штата. Административный центр — город Бандерилья.

## Экономика
Экономика муниципалитета основана на сельском хозяйстве.